# Rio Gârbău (Someş)
O Rio Gârbău é um rio da Romênia, afluente do Someşul Mic, localizado no distrito de Cluj.